# Eurostar e320
De Eurostar e320 ook wel British Rail Class 374 genoemd is een zestiendelig elektrisch treinstel van het type Siemens Velaro, bedoeld voor het grensoverschrijdend langeafstandspersonenvervoer van Eurostar.

## Geschiedenis
In 2009 kondigde Eurostar een groot investeringsprogramma aan voor zijn vloot, met een totale waarde van 700 miljoen pond. Ongeveer 550 miljoen pond was bedoeld voor de aanschaf van nieuwe treinstellen, om zo nieuwe treindiensten te kunnen starten naar bestemmingen buiten de bestaande routes. Na een aanbesteding maakte Eurostar in oktober 2010 bekend dat gekozen was voor de Velaro, van Siemens.
Op 13 november 2014 werd bekend dat Eurostar nog eens zeven treinstellen van het type Siemens Velaro heeft besteld. Met deze treinstellen kan in 2016 het net uitgebreid worden met verbindingen naar Lyon, Avignon, Genève, Marseille en Rotterdam, Schiphol, Amsterdam.

### Rechtszaak
De keuze voor Siemens betekende dat, voor de eerste keer, Siemens-hogesnelheidstreinen gebruikt zouden worden door een (gedeeltelijk) Franse hogesnelheidstreinexploitant. Voorheen werden alle Franse hogesnelheidstreinen namelijk gebouwd door het Franse Alstom. Na dit besluit spande Alstom een rechtszaak aan, omdat zij meenden dat de treinen niet voldeden aan de strenge veiligheidseisen in de Kanaaltunnel. Deze rechtszaak werd verloren door Alstom. Hierna stapte Alstom naar de Europese Commissie vanwege een klacht over de aanbesteding. De Europese Commissie heeft hierop om opheldering gevraagd bij de Britse overheid. Daar dit niet het door Alstom gewenste effect had werd een rechtszaak aangespannen tegen Eurostar, omdat Alstom vond dat het aanbestedingsproces niet goed was gegaan. In juli 2011 besliste de rechtbank dat Eurostar geen fouten had gemaakt. Hierna stopte Alstom met het aanvechten van de gunning aan Siemens.

## Constructie
De treinstellen krijgen een maximumsnelheid van 320 kilometer per uur, vandaar de naam e320. De treinstellen hebben 16 rijtuigen en zijn hierdoor bijna 400 meter lang. Dit is twee keer zo lang als de meeste Velaro-treinstellen, maar dit is nodig om te voldoen aan de veiligheidsregels van de Kanaaltunnel. In tegenstelling tot de andere treinstellen van Eurostar, de TMST-stellen, hebben de treinen aandrijving over de hele lengte van de trein in plaats van aandrijving door motorrijtuigen. Het frame van het treinstel is gemaakt van aluminium, ook is het treinstel uitgerust met luchtvering. Anders dan de TMST hoeven deze treinen niet binnen het smalle Britse profiel van vrije ruimte te passen, doordat Eurostar niet meer over reguliere lijnen rijdt in het Verenigd Koninkrijk sinds de opening van de High Speed 1.

## Bouw
De treinstellen worden gebouwd in de Siemens-fabriek in Krefeld. De eerste testritten begonnen begin 2013 op de Siemens-testbaan in Wegberg-Wildenrath.
De treinstellen zouden oorspronkelijk eind 2014 in dienst komen, maar technische problemen verhinderen dit. De technisch vrijwel gelijke Baureihe 407 hebben een flinke vertraging door het ontbreken van de vergunning voor gekoppeld rijden van de Duitse spoortoezichthouder. De problemen verhinderen ook de toelating van de Eurostarstellen in Duitsland, hetgeen de levering vertraagt. In april 2013 bevestigde Siemens dat de levering vertraagd zou worden tot midden 2015 voor de eerste treinstellen. 
Op 16 oktober 2015 kregen de treinstellen het veiligheidsattest voor het Frans spoornet door de Franse veiligheidsagentschap EPSF. De perrons in Parijs-Noord waren net te iets kort voor de Eurostar e320-treinstellen. De bestuurders konden hierdoor het vertreksein noch de voorkant van de trein zien. kunnen benaderen. Het plaatsen van spiegels vormde de oplossing.

## Treindiensten
Eurostar gebruikte de treinstelling aanvankelijk ter versterking van zijn bestaande diensten tussen Londen en Parijs en tussen Londen en Brussel. Naarmate meer stellen in dienst breidde Eurostar zijn diensten uit naar onder andere Amsterdam, Frankfurt en Keulen. Op 28 april 2016 arriveerde de Eurostar voor het eerst in Nederland. Sinds april 2018  rijdt de dienst tussen Amsterdam en Londen met twee treinen per dag.

## Samenstelling
| Rijtuig | Beschrijving                      | Zitplaatsen | Zitplaatsen | Voorzieningen | Voorzieningen |
| Rijtuig | Beschrijving                      | 1e klas     | 2e klas     | Toilet        | Baby-tafel    |
| ------- | --------------------------------- | ----------- | ----------- | ------------- | ------------- |
| 1       | Standard Premier/Business Premier | 40          | -           | -             | -             |
| 2       | Standard Premier/Business Premier | 36          | -           | 2             | 1             |
| 3       | Standard Premier/Business Premier | 33+2        | -           | 1(D)          | -             |
| 4       | Standard Class                    | -           | 76          | 2             | 1             |
| 5       | Standard Class                    | -           | 76          | 2             | 1             |
| 6       | Standard Class                    | -           | 76          | 2             | 1             |
| 7       | Standard Class                    | -           | 76          | 2             | 1             |
| 8       | Standard Class/Bar-Buffet         | -           | 32          | 2             | 1             |
| 9       | Standard Class/Bar-Buffet         | -           | 32          | 2             | 1             |
| 10      | Standard Class                    | -           | 76          | 2             | 1             |
| 11      | Standard Class                    | -           | 76          | 2             | 1             |
| 12      | Standard Class                    | -           | 76          | 2             | 1             |
| 13      | Standard Class                    | -           | 76          | 2             | 1             |
| 14      | Standard Premier/Business Premier | 33+2        | -           | 1(D)          | -             |
| 15      | Standard Premier/Business Premier | 36          | -           | 2             | 1             |
| 16      | Standard Premier/Business Premier | 40          | -           | -             | -             |